# Museo Arqueológico de Çorum
El Museo Arqueológico de Çorum (en turco, Çorum Müzesi) es uno de los museos arqueológicos de Turquía. También posee una sección de etnografía. Está ubicado en la ciudad de Çorum, situada en la provincia de su mismo nombre. Fue inaugurado en 1968 y posteriormente se trasladó a un nuevo edificio que se inauguró en 2003.

## Colecciones
El museo conserva piezas arqueológicas del calcolítico encontradas en Alacahöyük y Kuşsaray. Otros objetos pertenecen a la Edad del Bronce antigua y proceden de una necrópolis en Resuloğlu. A este periodo también pertenecen otros hallazgos de Alacahöyük como una tumba que está recreada en el museo tratando de conservar su forma original.
Otros hallazgos, entre los que pueden destacarse una espada de bronce de la época de Tudhaliya, tablillas cuneiformes, bullae y vasijas con relieves, pertenecen a la época hitita. En el museo también se ha colocado un área en la que se pueden visitar de forma interactiva las ruinas de Hattusa, que fue la capital del Imperio hitita. Entre las piezas singulares del periodo hitita pueden citarse varios jarrones procedentes del yacimiento arqueológico de Huseyindede; una de ellas representa varias escenas en los diferentes frisos entre los que se encuentra una escena de un sacrificio ante una divinidad y una procesión. Otro jarrón del mismo yacimiento muestra un espectáculo de saltos del toro.
El periodo frigio también está representado en el museo a través de piezas recuperadas en excavaciones en Pazarlı, Hattuşa y Alacahöyük. De época posterior se encuentran objetos de cerámica, vidrio y metal pertenecientes a los periodos helenístico, gálata, romano y bizantino. Entre ellos destaca un reloj de sol de época romana.
Por otra parte, la sección de etnografía alberga objetos de arte desde el periodo selyúcida hasta la actualidad.
|                                                           |
| Réplica de una tumba de la realeza de la Edad del Bronce. |

|                                                   |
| Estela con una inscripción procedente de Hattusa. |

|                                                                    |
| Vista de uno de los jarrones de Husseindede decorado con relieves. |

|                                                                                         |
| Vasija hitita de Huseyindede con la representación de un espectáculo con salto de toro. |

|                                        |
| Fragmento de cerámica de época frigia. |